# Trentepohlia (Trentepohlia) saucia
Trentepohlia (Trentepohlia) saucia is een tweevleugelige uit de familie steltmuggen (Limoniidae). De soort komt voor in het Oriëntaals gebied.